# Sól

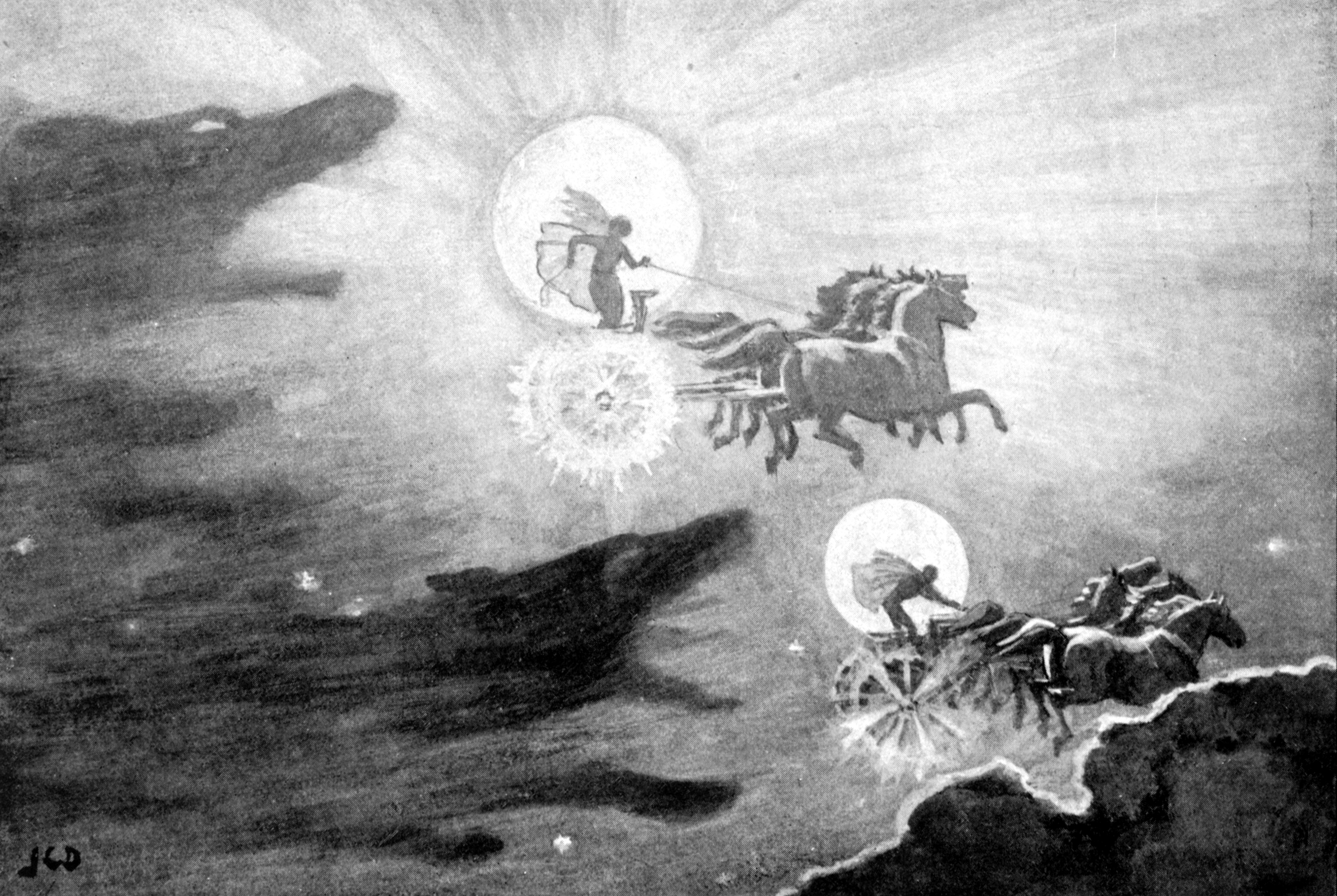
Los lobos persiguiendo a Sól y Máni (1909) de J. C. Dollman.

En la mitología nórdica, Sól ("Sol" en Nórdico antiguo) o Sunna (Alto alemán antiguo, y existiendo como nórdico antiguo e islandés "Sun") es la diosa del Sol, hija de Mundilfari y Glaur, y esposa de Glenr. Su nombre correspondiente en inglés antiguo es Sigel o Siȝel (/siyel/) y en protogermánico, *Sôwilô o *Saewelô.

## Descripción general del mito

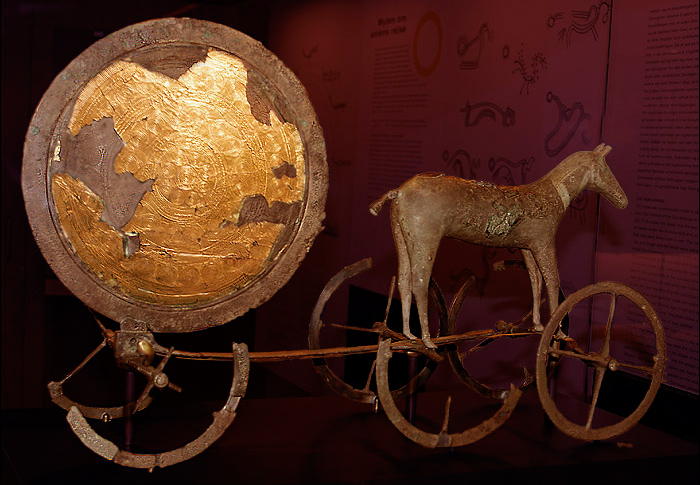
Carroza de la diosa Sól de Trundholm, escultura de la Edad del Bronce nórdica.

La diosa Sól cada día dirige su carroza a través de los cielos, tirada por dos corceles llamados Arvak y Alsvid. Mientras es perseguida durante todo el día por un lobo, Sköll o Fenrir según los distintos relatos, que quiere devorarla. Los eclipses solares significarían que Skoll casi la ha alcanzado y hace sombra momentáneamente. El destino dictamina que Skoll finalmente alcanzará a Sól y la devorará. Y entonces será reemplazada por su hija en la tarea de guiar el Sol. La Tierra era protegida del exceso de calor del Sol por Svalin, un escudo situado entre la Tierra y el Sol. En la mitología nórdica, el sol no proporcionaba luz; ésta emanaba de las crines de Alsvid y Arvak.
Sól también era llamada Sunna y Sunne, y a veces Frau Sunne, que son derivaciones de las palabras para Sol y Domingo en inglés antiguo. El sol en sí era llamado Álfröðull, que significa «gloria de los elfos».

## Edda poética

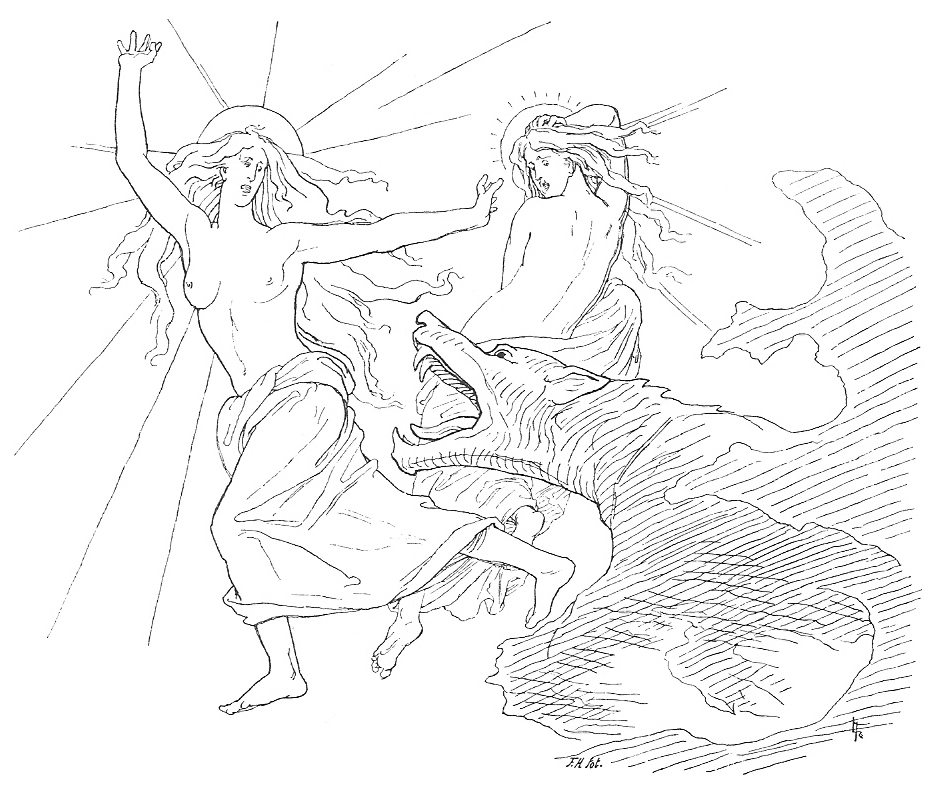
Representación de Sól, su hija y el lobo Fenrir (1895) de Lorenz Frølich.

La diosa se menciona varias veces en la Edda poética. En la estrofa 23ª del poema Vafþrúðnismál el dios Odín le dirige al gigante Vafþrúðnir una pregunta sobre el origen del Sol y la Luna. Vafþrúðnir responde que Mundilfari es el padre de ambos, Sól y Máni, y que deben recorrer los cielos todos los días para contar los años para los hombres.
En otra, la estrofa 45ª del Vafþrúðnismál, Odín le pregunta a Vafþrúðnir de donde vendrá otro Sol cuando Fenrir consiga alcanzar al actual Sol. Vafþrúðnir responde en la siguiente estrofa que antes de que Álfröðull (Sól) sea alcanzada por Fenrir, ella tendrá una hija que la sustituirá en su tarea tras los acontecimientos vaticinados para Ragnarök.
En la estrofa 38.ª del poema Grímnismál, Odín dice que frente al Sol (mencionado como el brillante dios) hay un escudo llamado Svalin, y que si cayera con la parte pulida hacia abajo, las montañas arderían. En la estrofa 39.ª Odín (nombrado Grimnir) dice que el Sol y la luna son perseguidos por los cielos por lobos. El Sol, mencionado como la novia brillante de los cielos, es perseguido por el lobo Sköll, mientras que la Luna es perseguida por Hati Hróðvitnisson
En la estrofa 15.ª del poema Alvíssmál, el dios Thor interroga al enano Alvíss sobre el Sol, preguntándole cómo se llama al Sol en cada uno de los mundos. Alvíss responde que es llamado Sol por la humanidad, luz por los dioses, el "embaucador de Dvalin" por los enanos, "siempre-brillante" por el gigante jötnar, "la rueda preciosa" por los Elfos, y "todobrillante" por los hijos de los Æsir".

## Edda prosaica

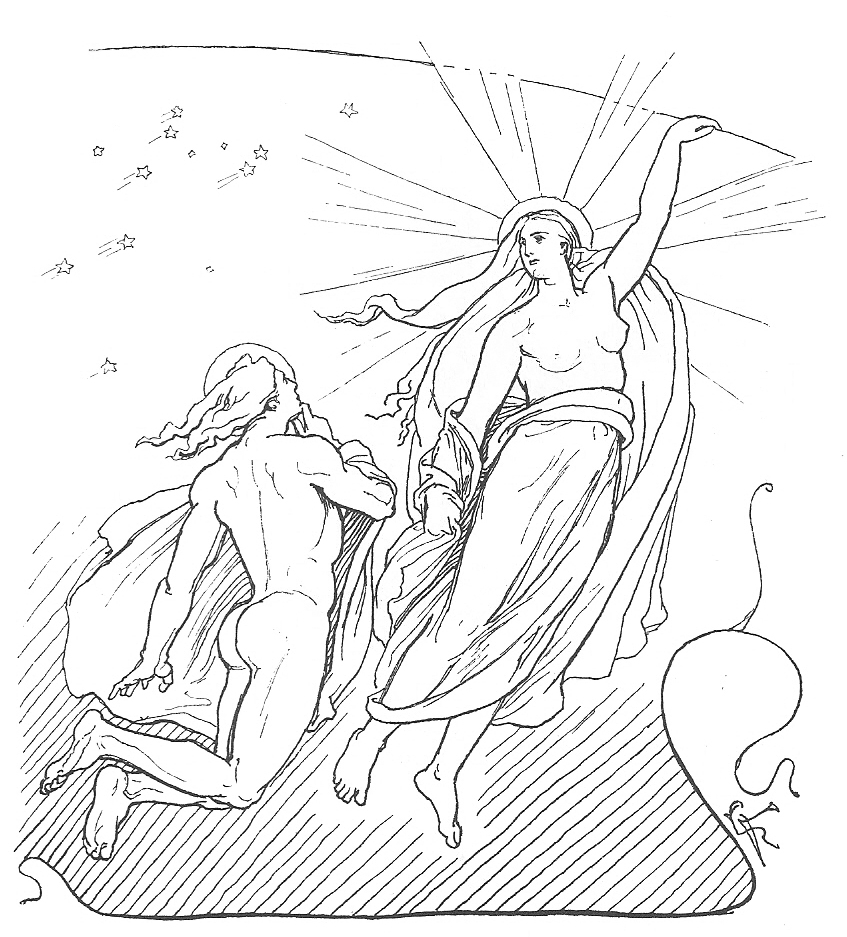
Representación de Sól y Máni (1895) de Lorenz Frølich.

### Gylfaginning
Sól es mencionada en el libro Gylfaginning de la Edda prosaica, en una estrofa de Völuspá. En el capítulo 11 Gylfaginning, Gangleri (disfrazado del rey Gylfi) pregunta al soberano High cómo se gobierna el Sol. High describe que Sól es la hija de Mundilfari, y asegura que los dos niños eran tan bellos que les pusieron el nombre del Sol (Sól) y la Luna (Máni). Y que Mundilfari casó a Sól con un hombre llamado Glenr. High dice que los dioses se enfadaron por tal arrogancia y que llevaron a ambos a los cielos. Allí les hicieron conducir los caballos Arvak y Alsvid que tiraban del carro del Sol. High asegura que los dioses habían creado el carro para iluminar los mundos con las brasas volantes del abrasador mundo de Muspelheim. Para enfriar los caballos, los dioses colocaron dos Fuelles junto a sus hombros y que se los llamaba Ísarnkol.

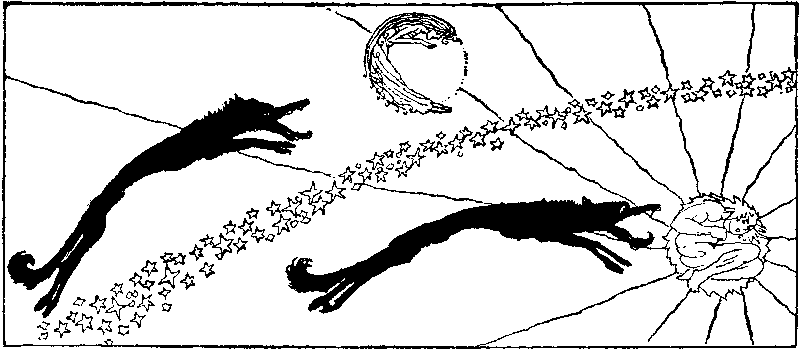
"Muy lejos, hace mucho" (1920) de Willy Pogany.

En el capítulo 12 de Gylfaginning Gangleri dice a High que el Sol se mueve muy deprisa, tanto como si ella temiera algo, que no podría ir tan deprisa si ella no temiera por su propia muerte. High responde que no es sorprendente que vaya tan rápido, ya que quien la persigue está muy próximo. Entonces Gangleri pregunta quién la persigue, a lo que High contesta que dos lobos persiguen a Sól y a Máni. El primer lobo, Sköll, persique a Sól, y que a pesar de su miedo Sköll finalmente la atrapará. Hati Hróðvitnisson, el segundo lobo, corre delante de Sól persiguiendo a su hermano Máni, al que también atrapará en el futuro. En el capítulo 35 High afirma que Sól es una diosa al igual que Bil.
En el capítulo 53 High dice que tras el acontecimiento de Ragnarök Sól legará su puesto a su hija, que no es menos hermosa que ella, y que continuará surcando los cielos como su madre, al igual que la cita del Vafþrúðnismál.

### Skáldskaparmál
En el libro Skáldskaparmál Sól aparece por primera vez en el capítulo 93, donde se le atribuyen los apelativos Kenningar, de "hija de Mundilfæri", "hermana de Máni", "esposa de Glen", "fuego del cielo y el aire", seguidos de un pasaje de una obra de un trovador del siglo XI, Skúli Þórsteinsson:
Alegría de los dioses, amante de Glen
se dirige a su divino santuario
resplandeciente; entonces desciende la buena
luz de la grisácea luna.
En el capítulo 56 se dan nombres adicionales para Sól: "Estrella del día", "disco", "siempre-brillante", "visión brillante para todos", "rueda hermosa", "gracia brillante", "juguete de Dvalinn", "disco de los elfos", "disco de la duda" y "rubicunda". En el capítulo 58 se incluye a Arvakr y Alsviðr como guías del Sol en la lista de caballos, y en el capítulo 75 Sól es incluida en la lista de diosas.

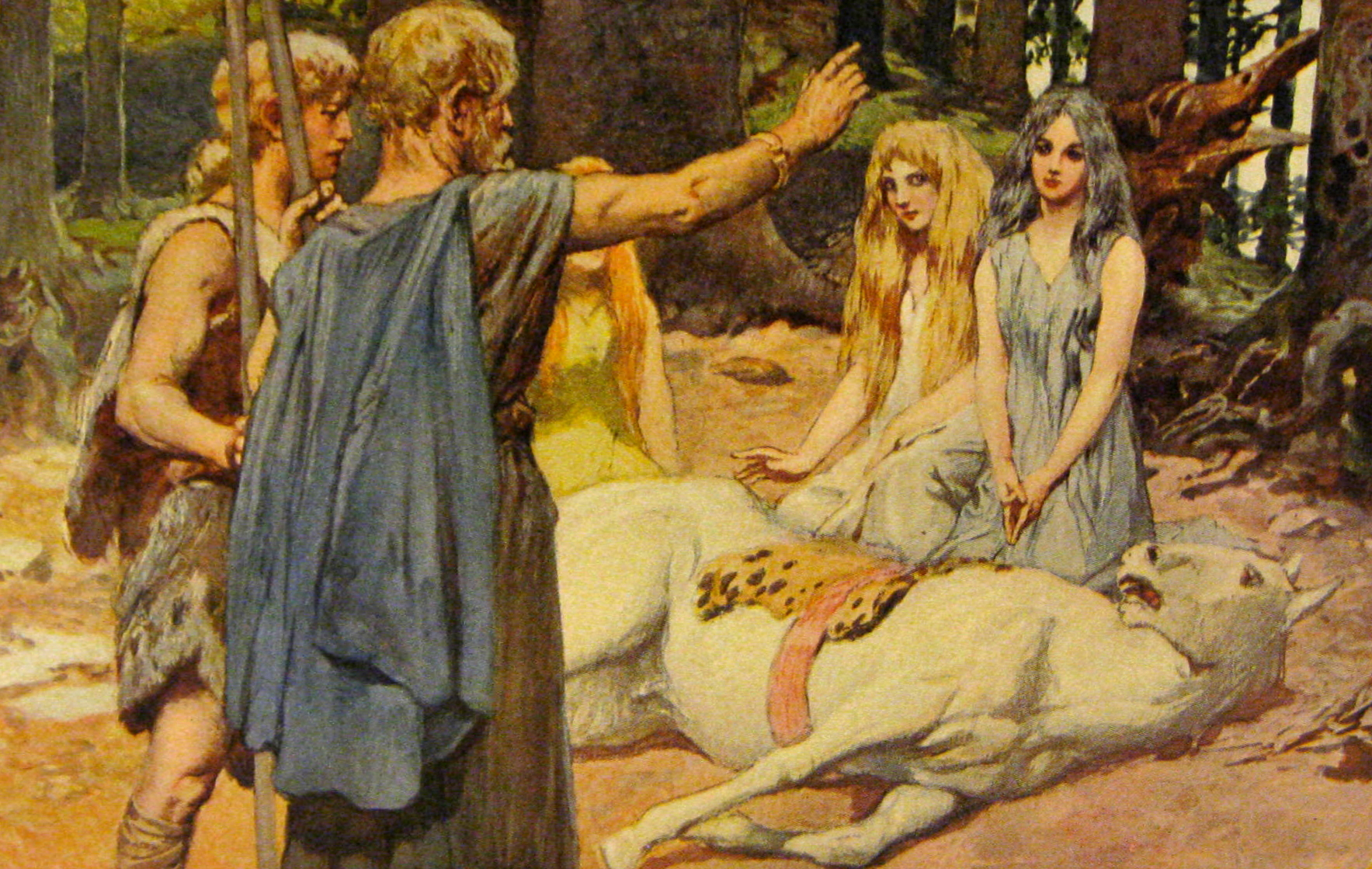
"Woda cura al caballo de Baldr" (1905) de Emil Doepler.

## Relato de la curación del caballo
En uno de los dos encantamientos de Merseburg (la curación del caballo), escritos en alto alemán, menciona a la diosa como Sunna, de la cual dice que tiene una hermana, Sinthgunt. El relato describe cómo Phol y Wodan cabalgan hacia el bosque y allí el caballo de Baldr se tuerce una pata. Entonces empieza Sinthgunt a recitar hechizos, la imitan su hermana Sunna, Friia, su hermana Volla, y finalmente Wodan también recita encantamientos que consiguen que sane el hueso de la pata del caballo.

## La runa sól
La runa que equivale a la letra s en el fuþark joven, ᛋ, es llamada sól por la diosa y el astro al que representa, y la del futhorc sigel, en los poemas rúnicos respectivos. La variante del fuþark antiguo ᛊ, tiene el nombre protonórdico, reconstruido lingüísticamente, de  *sôwilô.

### Poemas rúnicos
El poema rúnico anglosajón:
 semannum symble biþ on hihte, \ ðonne hi hine feriaþ ofer fisces beþ, / oþ hi brimhengest bringeþ to lande.
"Sól es siempre un disfrute en las esperanzas de los marinos / cuando navegan, sobre la bañera de los peces, / hasta que los cursos de las profundidades los llevan a la tierra".
El poema rúnico islándico:
 er skýja skjöldr / ok skínandi röðull / ok ísa aldrtregi. / rota siklingr.
"Sól es escudo de las nubes / y rayo luminoso / y destructor de los hielos".
El poema rúnico noruego:
 er landa ljóme / lúti ek helgum dóme.
"Sól es luz del mundo / Me arrodillo al divino decreto".